# Toâ (film)
Pour la pièce d'origine, voir Toâ. Pour les articles homonymes, voir Toa (homonymie).
Pour plus de détails, voir Fiche technique et Distribution.
Toâ est un film français de Sacha Guitry, sorti en 1949 et adaptée de sa pièce éponyme, Toâ, créée quelques mois auparavant et interprétée par les mêmes comédiens. 

## Synopsis
Anna Ecaterina et Michel Desnoyers forment un couple passionné et explosif. Prétendant avoir été trompée, Anna quitte brutalement Michel, à la suite d'une violente scène. Michel Desnoyers, qui n'a rien à se reprocher, finit par imaginer qu'Anna a tout inventé pour se donner une raison de rompre. Michel, qui est auteur de théâtre et comédien, écrit alors une pièce inspirée de sa liaison avec Anna. 
Alors qu'il allait jouer la pièce, Michel reçoit la lettre d'une femme l'avertissant qu'elle se trouve dans la salle, qu'elle est armée et a l'intention de tirer sur lui. Lorsqu'il se présente devant le public, Michel découvre que c'est Anna qui lui a adressé cette menace et une discussion orageuse s'engage devant le public, qu'Anna prend à témoin. Après avoir dû quitter la salle entre deux agents, passant par les coulisses elle parvient sur la scène pour poursuivre Michel de ses reproches.
Après le spectacle, Michel, en compagnie de sa sœur Françoise et de son beau-frère, commentent l'événement lorsque se présente Anna. En Michel, si l'homme de théâtre est scandalisé par la perturbation du spectacle, l'amoureux est prêt au pardon. 
Mais Anna persiste à affirmer à Michel qu'elle a la preuve écrite qu'il l'a trompée.

## Fiche technique
- Titre : Toâ
- Réalisation : Sacha Guitry, assisté de François Gir
- Scénario, adaptation et dialogues : Sacha Guitry
- Photographie : Noël Ramettre
- Son : André Louis
- Montage : Gabriel Rongier
- Musique : Louiguy
- Production : Charles Méré
- Société de production : Les Films Minerva
- Format : Noir et blanc - 35 mm - 1,37:1 - son mono
- Genre : Comédie
- Durée : 85 minutes
- Date de sortie : 28 octobre 1949 (France)

## Distribution
- Sacha Guitry : Michel Desnoyers
- Mireille Perrey : Françoise de Calas
- Robert Seller : Fernand de Calas
- Lana Marconi : Anna Ecaterina
- Jeanne Fusier-Gir : Maria La Huchette
- Michel Nastorg : René
- Jacques d'Herville : Henri Paugnet
- Solange Varennes : une spectatrice au théâtre

## Au théâtre
La pièce à l'origine du film, Toâ était elle-même adaptée d'une œuvre antérieure de Guitry, Florence, créée par Guitry et Elvire Popesco en 1939.